# Славинская, Мария Евгеньевна
Мария Евгеньевна Славинская (1 января 1906 — 28 июля 1980, Москва) — советский кинооператор, режиссёр-кинодокументалист. Дочь кинооператора Евгения Славинского.

## Биография
В 1923—1925 годах жила вместе с отцом в Одессе — Евгений Иосифович Славинский был сотрудником Одесской кинофабрики; тогда же им был снят фильм «Шведская спичка», в котором свою единственную роль в кино сыграл выдающийся актёр Лесь Курбас.
Позже Мария Евгеньевна вспоминала:

в соседнем доме жили «своей особой жизнью» Курбас и его группа: вставали очень рано «и все до одного выходили на зарядку. Многие занимались акробатикой. Курбас проводил беседы по различным вопросам современного искусства. Курбасовские артисты с их интересами, с их уровнем культуры резко отличались от многих работников тогдашнего кинематографа. И я потянулась к ним». А когда пришла пора расставаться, Курбас и его друзья составили для восемнадцатилетней девушки «список книг, которые я должна была прочесть, список спектаклей, которые я должна была посмотреть, и список лекций, которые мне следовало прослушать...»
в 1926 году закончила киношколу Б. В. Чайковского. В кино начала работать с 1927 года монтажницей киностудии «Госвоенкино». В 1931 году — ассистент режиссёра, в 1935—1965 годах — режиссёр Центральной студии документальных фильмов. Член КПСС с 1953 года.
Похоронена на Введенском кладбище вместе с отцом (23 уч.).

## Фильмы
В первые годы работала преимущественно в области хроники, периодики, со 2-й половины 1940-х годов выступала как режиссёр полнометражных документальных фильмов.
Принимала участие в создании фильмов о В. И. Ленине: 
- 1948 год — «Владимир Ильич Ленин» (совместно с отцом Е. И. Славинским, реж. Михаил Ромм и Василий Беляев)
- 1949 год — «Кинодокументы о Владимире Ильиче Ленине» (совместно с М. Роммом).
- 1969 год — «Живой Ленин» (совместно с М. Роммом)

Среди других значительных фильмов на ЦСДФ
- 1945 год — Поместный собор Русской православной церкви 1945 года

Вся церемония интронизации была заснята операторами Центральной студии документальных фильмов на киноплёнку и вошла как эпизод в фильм-хронику «Поместный Собор Русской Православной Церкви 1945 г.» 
- 1946 год — «Фронтовой кинооператор»
- 1948 год — «Чемпион мира»
- 1950 год — «У Белого моря»
- 1954 год — «376 дней на дрейфующей льдине»
- 1955 год — «Покорение Музджилги»
- 1956 год — «Охотники южных морей»
- 1958 год — «Повесть о пингвинах» (текст читает Сергей Образцов)
- 1957 год — «Огни Мирного»
- 1957 год — «Первые советские спутники Земли» (совместно с Н. А. Чигориным)
- 1960 год — «Намасте»
- 1962 год — «Великая битва на Волге»
- 1963 год — «Галина Уланова» (совместно с Л. Кристи), посвящённый Галине Сергеевне Улановой.
- 1965 год — «В скафандре над планетой»